# Stazione di Perugia Pallotta
La fermata di Perugia Pallotta è una fermata ferroviaria della Ferrovia Centrale Umbra situata in corrispondenza di un viadotto sovrastante in Via della Pallotta, nei pressi dell'accesso meridionale al capoluogo. È una delle due fermate comprese tra la Stazione di Ponte San Giovanni ed il terminal di Perugia Sant'Anna, ed al 2013 viene effettuata esclusivamente a richiesta dei singoli viaggiatori, da qualsiasi treno in transito.
La gestione degli impianti è affidata a Rete Ferroviaria Italiana.
Dal 26 febbraio 2017 al 13 settembre 2022 la fermata è stata chiusa per lavori di ammodernamento, elettrificazione e raddoppio della tratta Sant'Anna-Ponte San Giovanni.
A pochi metri dalla stazione sono presenti fermate dell'autobus dove transitano le principali linee urbane che si dirigono verso il centro di Perugia, la stazione Fontivegge, il quartiere di Ponte San Giovanni, Sant'Enea, San Sisto, San Marco, Santa Maria Rossa e nel comune di Corciano.

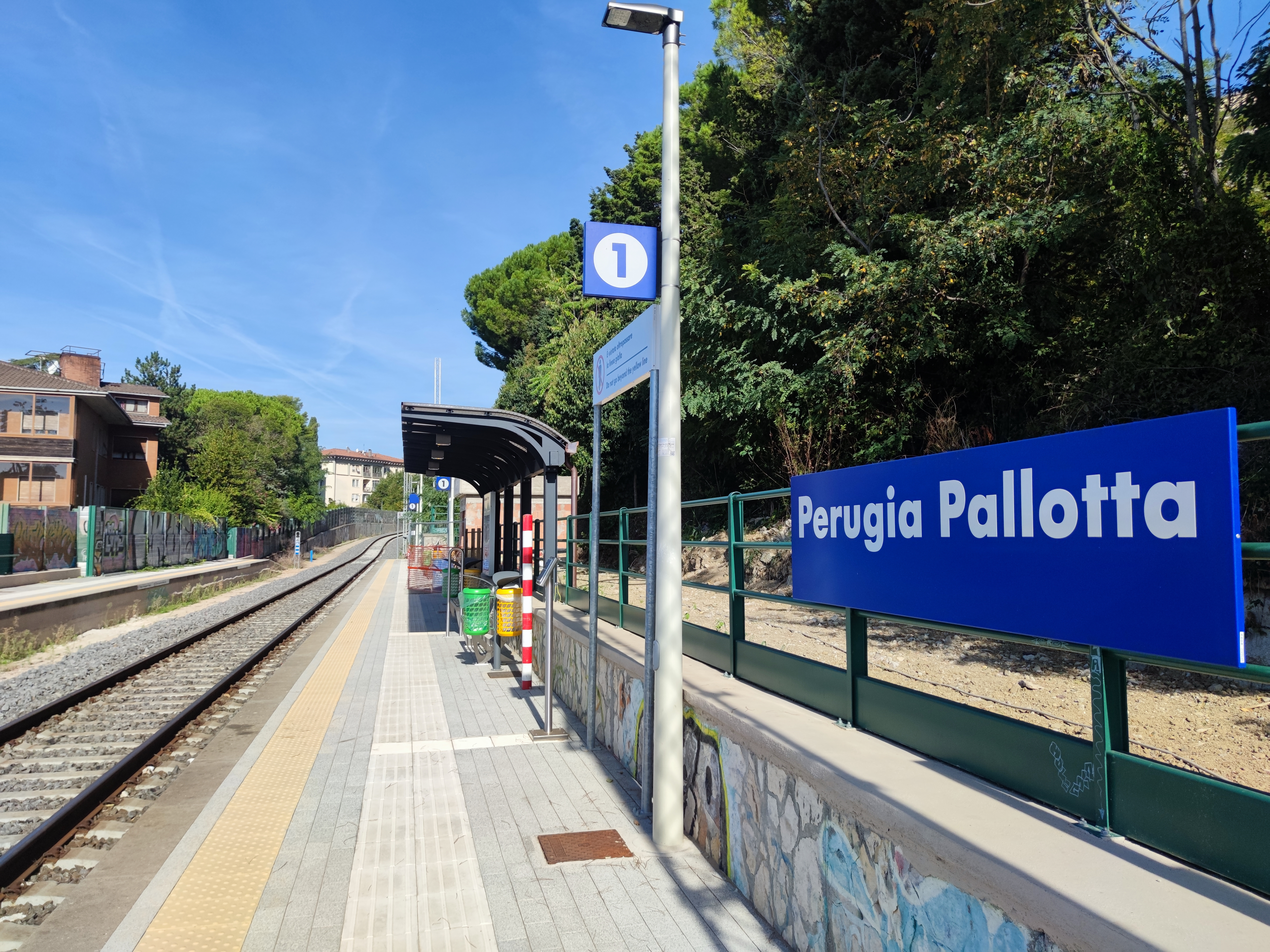
Binario 1

## Struttura ed impianti
Non è presente il fabbricato viaggiatori ma come riparo è stata installata una pensilina con sotto alcune panchine.
Il piazzale si compone di un unico binario di corsa servito da una banchina. È presente tuttavia la sede per un secondo binario con relativa banchina indipendente, provvisoriamente inaccessibile in attesa dei lavori per il raddoppio che consentirà lo scambio dei treni.
La stazione è dotata anche di un bagno chimico posizionato all’ingresso dell'impianto.

## Servizi
- Stazione accessibile ai disabili.
- Servizi igienici
- Parcheggio

## Interscambi
- Fermata autobus